# Николаев, Владимир Иванович
Влади́мир Ива́нович Никола́ев (29 марта 1936, г. Чебоксары, Чувашская АССР, РСФСР — 18 марта 2015, Москва) — советский и российский физик. Доктор физико-математических наук, заслуженный профессор МГУ.

## Биография
В. И. Николаев родился 29 марта 1936 года в городе Чебоксары Чувашской АССР. Отец — Николаев, Иван Николаевич, заслуженный врач РСФСР.
В 1960 году окончил физический факультет МГУ. В 1963 году окончил аспирантуру в Институте атомной энергии.
С 1963 года работал на кафедре общей физики МГУ.
В 1964 году защитил диссертацию на «Некоторые применения эффекта Мёссбауэра к исследованию свойств твёрдого тела» на соискание учёной степени кандидат физико-математических наук.
Докторскую диссертацию защитил в 1979 на тему «Мёссбауэровская спектроскопия магнитоупорядоченных систем».
В 1981 году стал профессором кафедры общей физики.
С 1991 года член редколлегии «Журнала Московского физического общества. Сер. „Б“ — Физическое образование в вузах»,
заместитель главного редактора журнала «Физическое образование в вузах» (с 1999)
В. И. Николаев — директор Центра переподготовки научно-педагогических кадров МГУ (с 1991 г.), член Президиума Научно-методического Совета по физике Министерства образования РФ, председатель комиссии по довузовской подготовке в области физического образования (с 2002 г.).
Подготовил 30 кандидатов и 3 докторов наук.

## Научные интересы
Физика магнитных явлений, физика твёрдого тела, мёссбауэровская спектроскопия, физические свойства систем наночастиц, методика преподавания физики.

## Публикации
Опубликовал более 300 научных работ в отечественных и зарубежных журналах.
- В. И. Николаев, В. С. Русаков. Мёссбауэровские исследования ферритов. — М.: Изд-во МГУ, 1985. — 223 с.
- В. И. Николаев, В. С. Русаков, И. В. Федоренко. Методы Мёссбауэровских исследований спиновой переориентации. — М.: Изд-во МГУ, 1988. — 108 с. — ISBN 5-211-00636-4.

## Награды
- Отличник народного просвещения (1973)
- Отличник просвещения СССР (1988)
- Медаль «Ветеран труда» (1989)
- Заслуженный профессор МГУ (2000)
- «Преподаватель года-2003» (Физический факультет МГУ)[5]
- Почётный работник высшего профессионального образования РФ (2004).